# Víctor Manuel Vucetich
Víctor Manuel Vucetich Rojas, mais conhecido como Víctor Manuel Vucetich (Tampico, 25 de junho de 1955) é um treinador e ex-futebolista mexicano. Atualmente comanda o Mazatlán FC. Devido ao seu sucesso, Vucetich recebeu o apelido de "Rei Midas", um rei da mitologia grega que transformava em ouro tudo o que tocava.
Com uma carreira de mais de trinta anos, Vucetich é um dos treinadores mais vencedores no futebol mexicano, tendo treinado dez equipes na Primera División e conquistando cinco campeonatos com quatro clubes diferentes. Além de ter ganho na Primeira, também ganhou o torneio InterLiga e dois títulos da segunda divisão. No Monterrey, ganhou treze das quatorze finais, além de duas Concachampions. Em setembro de 2013, foi chamado para ser treinador da Seleção Mexicana, com a missão de livra-lá de ser eliminada. Em meio à pior crise que rondava o selecionado, conseguiu a classificação à repescagem, saindo do comando da seleção após a má convicção de seu estilo de jogo e jogadores no pouco tempo em que esteve no comando.

## Títulos
Potros Neza
- Segunda División: 1988-89

León
- Segunda División: 1989-90
- Primera División: 1991-92, 1993-94

Tecos
- Primera División: 1993-94

Tigres
- Primera División: 1995-96

Pachuca
- Primera División: 2003

Monterrey
- Primera División: 2009, 2010
- InterLiga: 2010
- Concachampions: 2010-11, 2011-12 e 2012-13